# Kreolské jazyky na bázi čínštiny
Kreolské jazyky na bázi čínštiny jsou kreolské jazyky vycházející z čínštiny. Většina těchto jazyků vychází z mandarínské čínštiny a je silně ovlivněna jinými jazyky.

## Seznam kreolských jazyků na bázi čínštiny
- Tangwang, mluví se jím v čínské provincii Kan-su. Byl silně ovlivněn santštinou. Píše se latinkou nebo arabským písmem.[1] Nejvíce se používal na hedvábné stezce.[2]
- Hokaglish, používá se v několika oblastech Filipín, ale hlavně ve městech Binondo a Manila. Byl velmi silně ovlivněn tagalogštinou a angličtinou.[3][4][5]
- Wutun, používá se v čínské provincii Čching-chaj (v okresu Tongren). Je to smíšený jazyk s jazykem bonan. Jazyk bonan je také smíšeným jazykem, jedná se o mix tibetštiny a mongolštiny. Vychází z mandarínštiny.[6][7]